# 음력 12월 14일
음력 12월 14일은 음력 12월의 14번째 날이다.

## 사건
- 1999년 - 새정치국민회의가 새천년민주당으로 이름 변경.

## 문화
- 1987년 - KBS 제2FM 굿모닝 팝스 첫방송.

## 탄생
- 1967년 - 대한민국의 가수 김건모.
- 1986년 - 대한민국의 가수, 배우 이승기.

## 사망
- 1389년 -
  - 고려 우왕.
  - 고려 창왕.

## 같이 보기
- 음력 360일: 1월 2월 3월 4월 5월 6월 7월 8월 9월 10월 11월 12월
- 전날:12월 13일 다음날:12월 15일 - 전달:11월 14일 다음달:1월 14일
- 양력:12월 14일
- 음력, 윤달